# Physical (canção de Dua Lipa)
"Physical" é uma canção da cantora Dua Lipa, contida em seu segundo álbum de estúdio, Future Nostalgia (2020). Foi lançada em 31 de janeiro de 2020 como segundo single do álbum. Foi composta pela artista em conjunto com Sarah Hudson, Jason Evigan e Clarence Coffee Jr., sendo produzida por Stephen Kozmeniuk e Evigan. Musicalmente, é uma canção derivada do synthwave, com tendências electropop e techno, inspirado em produções da década de 1980, além de conter interpolações da canção "Physical", da cantora Olivia Newton-John.
"Physical" recebeu críticas positivas dos críticos especializados, com elogios voltados para sua produção "dançante" e "nostálgica". Seu vídeo musical foi lançado junto com a canção e dirigido por Lope Serrano.

## Antecedentes e promoção
Dua Lipa sugeriu pela primeira vez as próximas notícias sobre a música em 20 de janeiro de 2020 com um tweet enigmático dizendo "lembre-se dos sinais ..." e outro um dia depois com a legenda "outro dia mais próximo". Nos dois dias seguintes, ela postou fotos de si mesma dançando acompanhadas de letras presumíveis da música. A cantora finalmente revelou a capa e a data de lançamento da música em 24 de janeiro de 2020. A capa mostra Lipa ajoelhada no chão usando botas com estampa de animais e um vestido preto com figuras em forma de lua.

## Composição
"Physical" foi escrita pela cantora com o auxílio de Sarah Hudson, Jason Evigan e Clarence Coffee Jr., sendo produzida por Evigan e Stephen Kozmeniuk, a música dura três minutos e quatorze segundos. Musicalmente, "Physical" é uma música synthwave, com influências do electropop e techno, inspirada nas canções de discotecas dos anos 80. 

## Recepção crítica
Rania Aniftos, da revista Billboard,descreveu a música como "um amor fora do mundo por uma batida techno cativante". Cerys Kenneally, do The Line of Best Fit, elogiou a música por ser um "poderoso novo banger". Althea Legaspi, da Rolling Stone, a descreveu como "pronta para discoteca" e achou que a cantora imitava "os sentimentos de Olivia Newton-John em sua canção de 1981 do mesmo nome". James Rettig, da Stereogum, também observou a semelhança lírica com a música de Newton-John, dizendo que "a música chama diretamente de volta à música pop mais famosa chamada "Physical", porque o que mais você poderia seguir "Vamos com?".

## Vídeo musical
O videoclipe foi lançado em 31 de janeiro de 2020, e dirigido por Lope Serrano. O visual apresenta "Lipa dançando em um hangar gigante cheio de vários sets de vídeo e dançarinos em roupas multicoloridas".

## Lista de faixas
| Physical – Download digital |            |         |  |
| N.º                         | Título     | Duração |  |
| 1.                          | "Physical" | 3:13    |  |

| Physical – Remix de Hwa Sa (Download digital) |                                  |         |  |
| N.º                                           | Título                           | Duração |  |
| 1.                                            | "Physical" (com part. de Hwa Sa) | 3:13    |  |

| Physical – Remix de Alok (Download digital) |                         |         |  |
| N.º                                         | Título                  | Duração |  |
| 1.                                          | "Physical" (Alok Remix) | 3:09    |  |

## Certificações
| Região | Certificação | Vendas/Streams |
| --- | ------------ | -------------- |
| Brasil (Pro-Música Brasil) | 2× Diamante  | 320,000*       |
| Polónia | Diamante     | 100,000*       |
| Canadá | 2× Platina   | 160,000        |
| Austrália | 2× Platina   | 140,000*       |
| Espanha | 2× Platina   | 80,000*        |
| Finlândia | 2× Platina   | 20,000         |
| Estados Unidos | Platina      | 1,000,000‡     |
| Reino Unido (BPI) | Platina      | 600,000‡       |
| França | Platina      | 200,000‡       |
| Canadá | Platina      | 80,000*        |
| Itália | Platina      | 70,000*        |
| Noruega | Platina      | 60,000*        |
| Bélgica | Platina      | 40,000*        |
| Nova Zelândia | Platina      | 30,000*        |
| Portugal | Platina      | 20,000*        |
| Grécia | Platina      | 6,000          |
| Alemanha | Ouro         | 200,000*       |
| Áustria | Ouro         | 15,000*        |
| Streaming |              |                |
| França | Diamante     | 50,000,000     |
| Dinamarca | Ouro         | 4.500.000*     |
| *vendas baseadas apenas na certificação ^distribuições baseadas apenas na certificação ‡vendas+valores de streaming baseados apenas na certificação |              |                |

## Históricos de lançamentos
| Local       | Data                    | Formato                     | Versão                                                  | Gravadora | Ref.   |
| ----------- | ----------------------- | --------------------------- | ------------------------------------------------------- | --------- | ------ |
| Mundo       | 31 de janeiro de 2020   | Download digital streaming  | Original                                                | Warner    | [ 3 ]  |
| Reino Unido | 31 de janeiro de 2020   | Contemporary hit radio      | Original                                                | Warner    | [ 26 ] |
| Austrália   | 2 de fevereiro de 2020  | Contemporary hit radio      | Original                                                | Warner    | [ 27 ] |
| Itália      | 14 de fevereiro de 2020 | Contemporary hit radio      | Original                                                | Warner    | [ 28 ] |
| Mundo       | 18 de março de 2020     | Download Digital, Streaming | Hwasa Remix                                             | Warner    | [ 29 ] |
| Mundo       | 25 de março de2020      | Download Digital, Streaming | Remixes EP                                              | Warner    | [ 30 ] |
| Mundo       | 9 de abril de 2020      | Download Digital, Streaming | Alok Remix                                              | Warner    | [ 31 ] |
| Mundo       | 28 de agosto de 202     | Download Digital, Streaming | Club Future Nostalgia, Feat. Mark Ronson & Gwen Stefani | Warner    |        |